# Allande
Allande är en kommun i Spanien. Den ligger i den autonoma regionen Asturien i nordvästea delen av landet, 400 km nordväst om huvudstaden Madrid. Antalet invånare är 1 530 (2024). Arean är 339,37 kvadratkilometer. Allande gränsar till Grandas de Salime, Pesoz, Illano, Vilaión, Tineo, Cangas del Narcea, Ibias och Negueira de Muñiz. 